# Salt River (flod i Wyoming)
Salt River är en 135 km lång flod i Lincoln County i västra Wyoming i USA. 
Namnet Salt River kommer från de saltbäddar och saltkällor som finns vid flodens västra biflöden i Idaho, och som redan av ursprungsamerikanerna användes som saltbrott. 
Floden har sin källa på Mount Wagners sluttningar i Salt River Range och rinner därifrån västerut ut ur bergen, innan den vänder norrut och flyter genom Star Valley nära delstatsgränsen mot Idaho. På vägen passerar den genom eller i närheten av orterna Smoot, Fairview, Afton, Grover, Auburn, Turnerville, Bedford, Thayne, Star Valley Ranch, Freedom och Etna. Nära staden Alpine flyter den ihop med Snake River och rinner ut i Palisades Reservoir.
U.S. Route 89 löper parallellt med floden på dess östra sida under större delen av flodens sträckning, och sammanbinder orterna i området.
Floden har ett stort bestånd av öring, regnbåge och bäckröding och är därför populär bland sportfiskare.